# Sant Joan de Montdarn (Viver i Serrateix)
|  | Aquest article tracta sobre l'entitat de població. Si cerqueu l'església Romànica, vegeu «Sant Joan de Montdarn». |

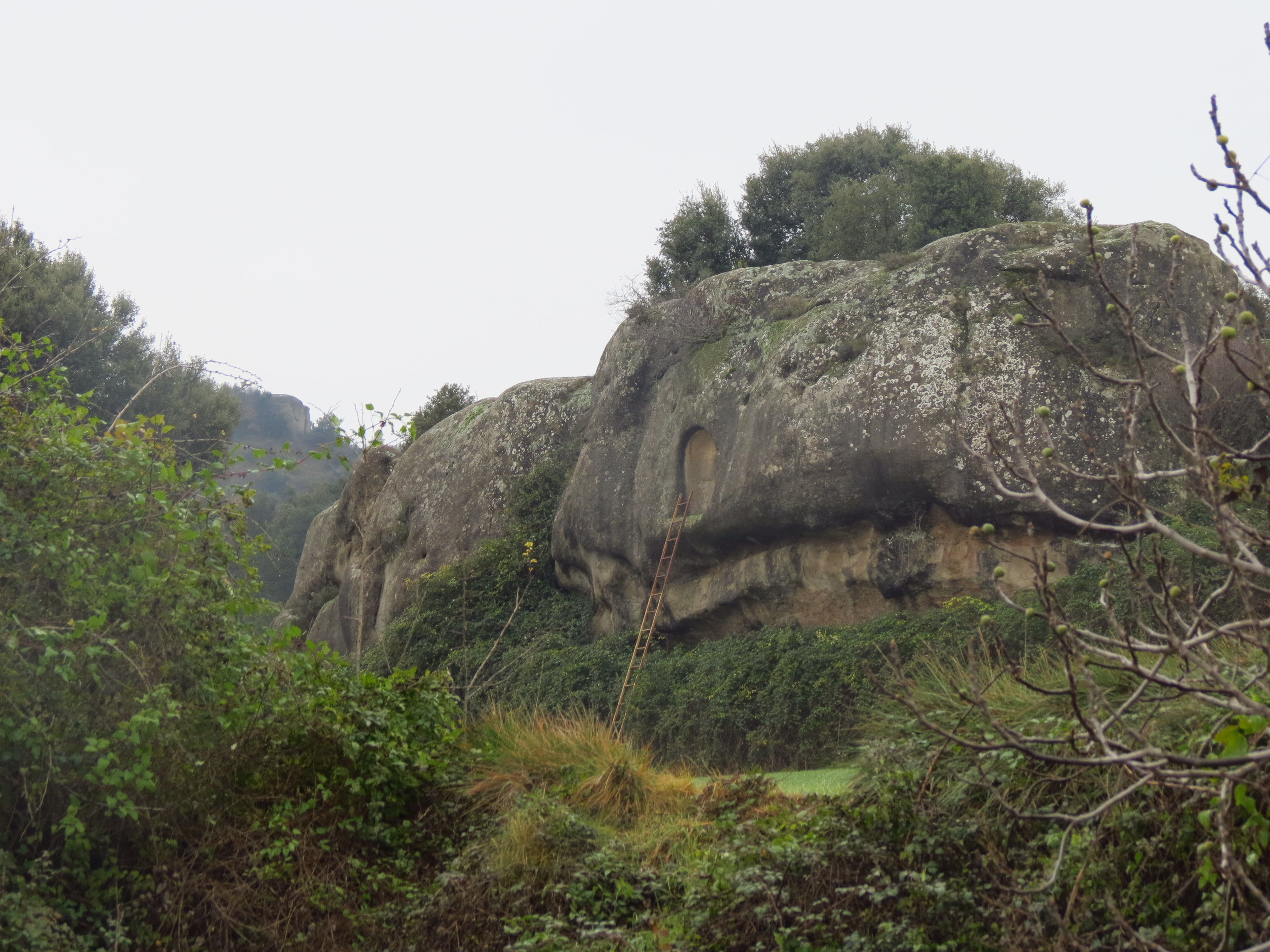
Roc de sant joan

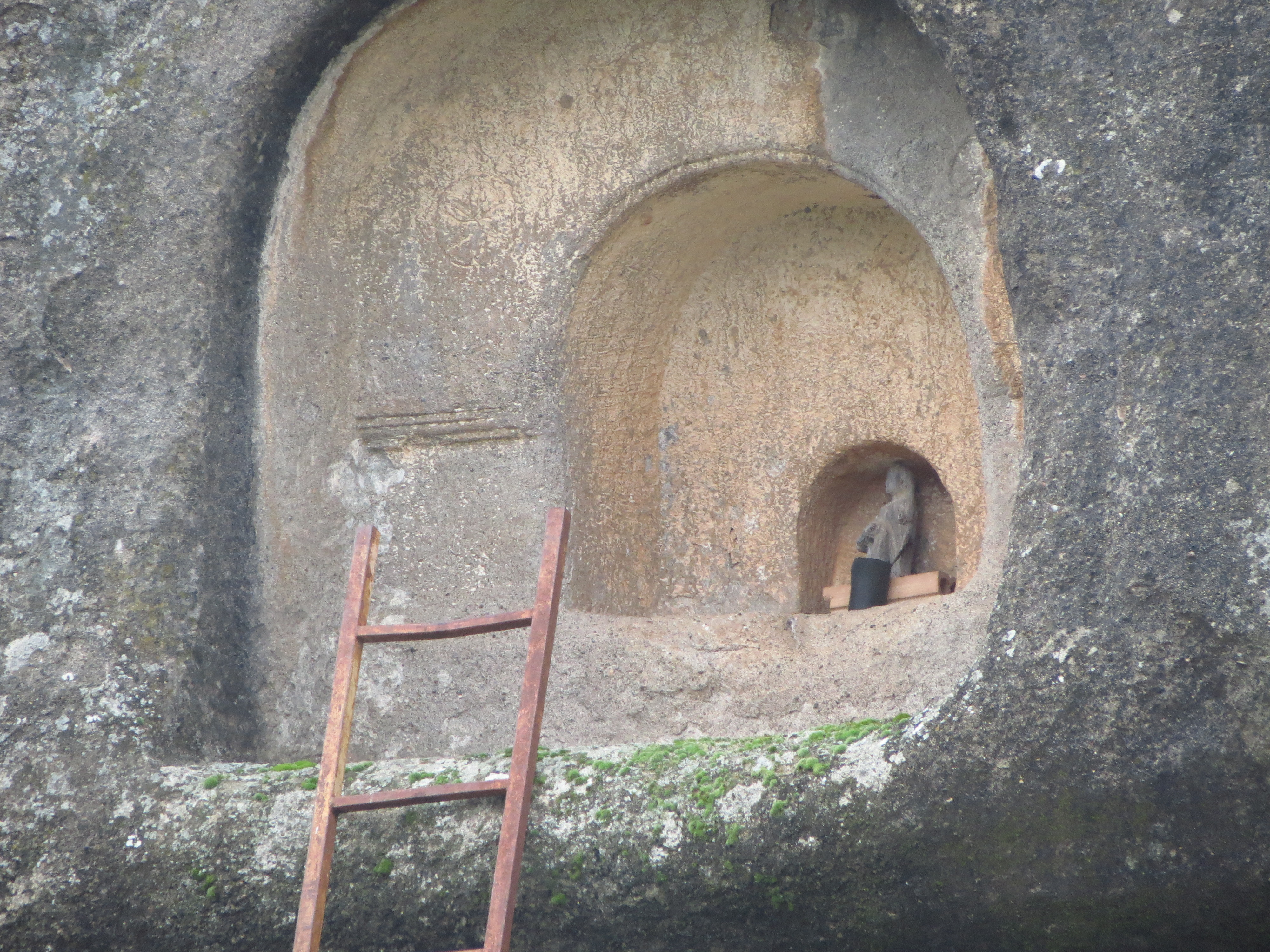
Roc de Sant Joan

Sant Joan de Montdarn és un poble del municipi de Viver i Serrateix (Berguedà) de 17 habitants (2015), de població típicament disseminada, format per un petit nucli que té com a centre l'església de Sant Joan de Montdarn, la seva rectoria i la masoveria de Cor-de-roure, i un conjunt de masies aïllades que ocupen claps conreats entre considerables superfícies boscades.
L'església és un edifici dels segles XVII-XVIII, però que conserva l'absis romànic d'una edificació anterior, construïda sobre un aflorament de roca. En aquest bloc rocós es conserven restes tallades a la roca d'unes possibles sitges, una cisterna, una excavació en forma de creu que podria correspondre a una premsa, i diverses tombes antropomorfes de tipus trapezoïdal, que podrien datar-se del segle x.
L'edifici de la Rectoria es troba adossat al mur sud de l'església, un edifici construït a principis del segle xx. Davant de la rectoria hi ha la masia de Cor-de-roure, que havia estat un antic hostal de força anomenada, ja que estava situat en el punt d'enforcament dels camins de Berga, Casserres, Serrateix i Cardona, molt concorreguts en el passat.
Un altre element destacat és l'anomenat Roc de Sant Joan. Situat a 100 mts al sud de l'església, en un aflorament rocós entre els camps i el bosc, es tracta d'una fornícula excavada a la roca, a uns 4 metres de l'actual nivell dels camps, orientada a l'est, i que consisteix en tres arcs de mig punt que van disminuint progressivament de mida, a mesura que es van endinsant a la pedra formant entrants. A l'interior hi ha una petita imatge de fusta del segle xv, bastant malmesa per la intempèrie, que representa Sant Joan. Cada any, per la festivitat de Sant Joan, els veïns fan una processó per venerar el lloc i la imatge.
Entre les masies del poble, a part de la ja mencionada de Cor-de-roure, que fou hostal, cal destacar: Les Cots, casa pairal del metge Cots (1857-1933), doctor, pagès i escriptor; Cal Peirot, Caselles i Cal Gendret, masies on es van trobar restes d'època iberoromana (com també a Cor-de-roure).

## Història
La primera referència escrita que documenta l'existència del lloc data de l'any 922. Es tracta de l'acte de consagració de l'església amb una petita comunitat canonical de sacerdots, feta pel bisbe Radulf d'Urgell, a petició de l'abadessa Emma de Sant Joan de les Abadesses. Ara bé, tenim indicis que el lloc ja devia ésser habitat abans, i el culte a Sant Joan (probablement per la fornícula excavada a la roca) podria ser anterior. Existeix la referència ≪villa que vocant sancti Iohannis Antiquitatis≫, o "Sant Joan de l'antiguitat". Alguns estudiosos indiquen que podria haver-hi hagut vida eremítica en època visigòtica (segles VI-VII). Sembla que en la petita balma que es troba al peu de la roca que sustenta l'edifici, actualment amagada per gran nombre d'esbarzers, hi havia vida eremítica, de fet s'esmenta com un eremitori dedicat a Sant Joan Baptista.
La fundació del monestir s'emmarca dins la política de repoblació d'aquest territori, pròpia de l'època de Guifré el Pilós. El monestir es va suprimir en el segle xi i Sant Joan va quedar com a simple parròquia. Durant molts segles va ser una cruïlla de camins de traginers.